# 내가 사는 피부
《내가 사는 피부》(스페인어: La piel que habito)는 페드로 알모도바르가 각본과 연출을 맡은 2011년 스페인 심리 스릴러 영화이다. 안토니오 반데라스, 엘레나 아나야, 마리사 파레데스 등이 출연하였다. 프랑스 소설가 티에리 종케의 소설 “독거미”가 원작이다.
알모도바르는 본 영화의 각본을 “비명소리도 겁을 주는 일도 없는 무서운 이야기”라고 했다.

## 줄거리
외과의 로베르트 레드가르드는 화상과 곤충에 저항력이 있는 인공 피부 배양에 성공한다. 실험 쥐를 대상으로 한 실험은 성공적이었고 의학 심포지엄에서 발표도 했지만, 인체 대상으로 불법 유전자 이식 실험을 했다는 게 밝혀지면서 후속 연구를 금지당한다.
로베르트는 외딴 저택에 살며 늙은 고용인 마릴리아의 도움으로 베라라는 젊은 여성을 감금해 놓고 있다. 공식 실험이 유예되자 로베르트는 마릴리아에게 다른 고용인들을 모두 해고하라고 한다.
로베르트가 나가 있는 동안 마릴리아의 아들 세카가 강도를 저지르고 저택으로 도망쳐 와 며칠만 숨겨 달라고 한다. 세카는 로베르트의 감시 카메라 화면에서 베라를 보고 그녀를 직접 봐야겠다고 한다. 마릴리아는 세카를 저택 안에 들이긴 했지만 저택에 머물게 하는 것은 거절하고, 이에 세카는 마릴리아를 의자에 묶고 재갈을 물린 뒤 베라를 강간한다. 곧 로베르트가 도착해서 세카를 죽인다.
로베르트가 세카의 시체를 폐기하는 와중에 마릴리아는 베라에게 자신이 세카뿐만 아니라 로베르트의 어머니이기도 하며 두 사람은 아버지가 다른데 로베르트는 그 사실을 모른다는 이야기를 한다. 로베르트는 마릴리아의 고용주들에게 입양되었으나 사실상 마릴리아의 손에 길러졌다. 이후 세카는 저택을 떠나 길거리에서 마약 거래 따위 일을 하고 살았고 로베르트는 의대에 가서 갈이라는 여성과 결혼했다. 몇 년 뒤 세카가 저택에 돌아왔다가 갈과 함께 도망을 쳤는데, 교통 사고가 나서 갈이 전신 화상을 입고 거울이 없는 어둠 속에서 살아가게 되었다. 어느 날 딸 노르마가 정원에서 노래하는 소리를 들은 갈은 우연히 창문에 비친 자기 모습을 처음 보고 투신 자살을 해 버렸다.
다시 시점이 현재로 돌아와서, 시체를 처리하고 돌아온 로베르트는 그날 밤 베라와 한 침대에서 자고 과거에 관한 꿈을 꾼다. 6년 전 노르마와 함께 어느 결혼식에 하객으로 갔던 로베르트는 수풀 속에서 의식을 잃은 채 쓰러진 노르마를 발견한다. 이후 남성혐오증에 걸린 노르마는 정신 병원 신세를 지다가 어머니가 그랬던 것처럼 투신자살을 해버린다.
베라 역시 과거에 관한 꿈을 꾼다. 젊은 남자 비센테는 어머니의 양장점에서 일하고 있다. 양장점 직원인 레즈비언 크리스티나에게 추근대는 농담을 던지고 비센테는 결혼식장에 놀러 간다. 결혼식장에서 만난 노르마와 비센테는 섹스를 하기 위해 정원으로 나가는데, 섹스 도중 어머니 갈이 자살했을 때 자기가 불렀던 노래가 들리자 공황 상태에 빠진 노르마는 비센테를 물어뜯으며 공격한다. 비센테는 노르마를 때려서 의식을 잃게 만들고 현장에서 도망친다. 그 순간 로베르트가 도착한다.
노르마가 자살한 뒤 로베르트는 비센테의 뒤를 미행해 그를 납치하고 강제로 질성형술을 시킨다. 그 뒤 6년에 걸쳐 로버트는 비센테를 죽은 아내와 똑같은 모습으로 만들어가고 그를 베라라고 부른다.
시점이 현재로 돌아오고, 로베르트가 베라를 가깝게 대하기 시작하자 베라를 믿지 않는 마릴리아는 불편해한다. 로베르트의 동료인 풀헨시오는 신문의 실종자란에서 비센테의 얼굴을 보고 그가 자신이 6년 전 성전환 수술을 집도했던 사람임을 알아본다. 풀헨시오는 로베르트를 찾아가 비센테가 성전환증이 있는 것처럼 자신을 속였던 것을 비난한다. 이때 베라가 들어와서 로베르트의 역성을 들면서 자신은 원해서 여자가 된 것이라고 말한다. 그날 밤 로베르트와 베라는 섹스를 하려고 하는데 베라는 세카에게 강간당했던 일 때문에 아직도 쓰리다면서 윤활제를 가지러 가는 척 로베르트의 책상에서 권총을 꺼내 로베르트를 쏴 죽인다. 그 뒤 침대 밑에 숨어 있다가 총소리를 듣고 리볼버를 들고 올라온 마릴리아 역시 쏘아 죽인다.
베라는 어머니의 양장점으로 돌아와 자신이 남자였을 때 좋아했던 크리스티나에게 눈물이 그렁그렁한 채 납치와 강제 성전환 등 그간의 사정을 말하고 자신의 정체를 밝힌다. 크리스티나와 베라가 함께 울먹이고 있는 가운데 어머니가 들어오자 베라가 “저 비센테에요”라고 말하는 것과 동시에 영화가 끝난다.

## 출연진
- 안토니오 반데라스 - 로베르트 레드가르드 의사 역
- 엘레나 아나야 - 비센테 기옌 피녜이로 (목소리) / 베라 크루스 / 갈 레드가르드 역
- 마리사 파레데스 - 마릴리아 역
- 얀 코르네트 - 비센테 기옌 피녜이로 / 베라 크루스 (목소리) 역
- 로베르토 알라모 - 세카 역
- 블랑카 수아레스 - 노르마 레드가르드 역
- 수시 산체스 - 비센테 어머니 역
- 바르바라 레니 - 크리스티나 역
- 에두아르드 페르난데스 - 풀헨시오 역
- 콘차 부이카 - 결혼식 가수 역

## 같이 보기
- 얼굴없는 눈